# Молчановка
Молча́новка (рос. Молчановка) — село у складі Бугурусланського району Оренбурзької області, Росія.

## Населення
Населення — 72 особи (2010; 122 у 2002).
Національний склад (станом на 2002 рік):
- мордва — 93 %